# Alpska krešica
Alpska krešica (znanstveno ime Hornungia alpina) je alpska rastlina iz družine križnic.

## Opis
Alpska krešica je nežna rastlina, ki zraste od 5 do 12 cm v višino. Na spodnjem delu ima rastlina listno rozeto, iz katere poganja več svetnih stebel. Na vrhu teh stebel se razvije cvetni grozd, sestavljen iz majhnih belih cvetov, ki imajo venčne liste, ki so dvakrat daljši od čaše. Cvetovi so na razmeroma dolgih pecljih. Rastlina v Sloveniji cveti od junija do avgusta. V oplojenih cvetovih se razvije po eno da dve semeni.
Listi rastline so nežni in pernati.

## Razširjenost
Ta vrsta je razširjena po južni in osrednji Evropi. Najdemo jo v Pirinejih, Asturskih gorah, osrednji Italiji, Alpah, v Apeninih, Karpatih, pa vse do Makedonije. V Sloveniji je prisotna v Kamniških Alpah in v Karavankah, v Julijcih pa raste podvrsta Hornungia alpina subsp. austroalpina.
Krešici najbolj ustreza vlažni grušč, uspeva pa izključno na bazičnih ali nevtralnih podlagah. Najpogosteje se nahaja na nadmorskih višinah med 800 in 3400 metri.